# Майкъл Игнатиев
Майкъл Грант Игнатиев (на английски: Michael Grant Ignatieff) е канадски историк, публицист и политик.

## Биография

### Произход
Майкъл Игнатиев е роден 12 май 1947 г. в Торонто, Канада. Той е от руски произход и е син на Георгий Павлович Игнатиев (1913, Санкт Петербург – 1989, Торонто) и Алисън Грант, внук на Павел Николаевич Игнатиев и правнук на Николай Павлович Игнатиев.

### Образование и университетска кариера
Завършва университета в Торонто, а през 1976 г. защитава дисертация за научната степен на доктор по философия от Харвардския университет. От 1976 до 1978 г. преподава в Университета в Британска Колумбия. През 1978 г. заминава за Англия, където работи в Кеймбриджкия университет до 1984 г. По време на своето пребиваване във Великобритания Игнатиев става известен като водещ на радио и телевизионни предавания. През 2000 г. постъпва на работа в Харвардския университет, където преподава до 2005 г., когато се връща в Канада и се присъединява към Университета в Торонто.

### Политическа кариера
Игнатиев е политически активен още като студент, участвал е в изборната кампании на Пиер Трюдо и Лестър Пиърсън. През 2004 г. група деятели на Либералната партия на Канада се обръща с предложение към Игнатиев да се кандидатира за поста на лидер на партията на Либералите. През ноември 2006 г. Игнатиев е избран за член на Камарата на общините на Канада (House of Commons), и преизбран през 2008 г.
През декември 2006 г. се кандидатира за поста на лидер на Либералната партия на Канада, но загубва от Стефан Дион, който по-късно го назначава за негов заместник. През ноември 2008 г. Игнатиев се кандидатира отново за лидер на партията. Изборът за нов лидер трябва да се проведе на Конгреса на Либералната партия през май 2009 г. във Ванкувър. Въпреки това, в началото на декември 2008 г., другите двама кандидата за лидер, Боб Рей и Доминик ЛюБлан, оттеглят своите кандидатури и по този начин правят Игнатиев действителния победител без избори. На 10 декември 2008 г. е избран за временен лидер на Либералната партия, по-късно става постоянен лидер и ръководи партията до май 2011 година.

## Признание
Майкъл Игнатиев е почетен доктор на 11 университета в Канада, САЩ и Шотландия.

### Сценарии
- Onegin, 1999 (with Peter Ettedgui)
- 1919, 1985 (with Hugh Brody)

### Драматургия
- Dialogue in the Dark, for the BBC

### Художествена проза
- Asya, 1991
- Scar Tissue, 1993
- Charlie Johnson in the Flames, 2005

### Есеистика и изследвания
- A Just Measure of Pain: Penitentiaries in the Industrial Revolution, 1780–1850, 1978
- (ed. with István Hont) Wealth and Virtue: The Shaping of Political Economy in the Scottish Enlightenment, Cambridge University Press, 1983. ISBN 0-521-23397-6
- The Needs of Strangers, Chatto and Windus, London 1984
- The Russian Album, 1987
- Blood and Belonging: Journeys Into the New Nationalism, 1994
- Warrior's Honour: Ethnic War and the Modern Conscience, 1997
- Isaiah Berlin: A Life, 1998
- Virtual War: Kosovo and Beyond, 2000
- The Rights Revolution, Viking, 2000
- Human Rights as Politics and Idolatry, Anansi Press Ltd, 2001
- Empire Lite: Nation-Building in Bosnia, Kosovo and Afghanistan, Minerva, 2003
- The Lesser Evil: Political Ethics in an Age of Terror, Princeton University Press, 2004 (2003 Gifford Lectures)
- American Exceptionalism and Human Rights (ed.), Princeton University Press, 2005.
- True Patriot Love, Penguin Group Canada, 2009.
- Fire and Ashes: Success and Failure in Politics, Random House Canada, 2013.